# Bjørnelv fangelejr
Bjørnelv fangelejr (norsk: Bjørnelv fangeleir) var en norsk fangelejr på Saltfjellet (ved Sukkertoppen nær ved Stødi) under besættelsen af Norge under Anden verdenskrig.

## Historie
Lejren "blev etableret foråret 1944 med 500 fanger"; firmaet Fa. Siemer und Müller og fanger skulle bygge bro over Silba-elven, skrev lokalhistoriker Uffe Drost i en artikel i Jyllands-Posten.
Lejren havde 291 fanger i maj 1945. I lejrens levetid havde den fanger fra Sovjetunionen.:8 